# Pultprofil

Schematische Darstellung des Pultprofils

Das Pultprofil stellt eine Form der Querneigung im Straßen- und Wegebau dar. Die Querneigung fällt bei dieser Profilform von einem Fahrbahnrand zum anderen einseitig ab, man spricht daher auch von Einseitneigung. Es kommt in der Regel beim Neubau von Außerortsstraßen zur Anwendung, da es eine ruhige Fahrt bei hoher Geschwindigkeit ermöglicht und Überholvorgänge sicher durchgeführt werden können. Im Gegensatz zum Dach- und Graderprofil benötigt das Pultprofil nur an einer Seite eine Entwässerungseinrichtung. Problematisch ist in diesem Zusammenhang allerdings der lange Weg, den das Oberflächenwasser nimmt, bis es am Fahrbahnrand angelangt ist.